# Ньюбери, Хорхе
Хорхе Ньюбери (исп. Jorge Newbery; 29 мая 1875, Буэнос-Айрес — 1 марта 1914, Лас-Эрас) — аргентинский пионер авиации, учёный, изобретатель, инженер, спортсмен и общественный деятель.
Отец Хорхе Ньюбери американский стоматолог Ральф Ньюбери (р. 1848), участник битвы битвы при Геттисберге, после окончания гражданской войны переехал из США в Аргентину. Хорхе Ньюбери получил начальное образование в Аргентине, после чего уехал продолжать учёбу в США. Там он посещал Корнеллский университет и университет им. Дрекселя в Филадельфии, где был студентом Томаса Эдисона. Получив образование в области электротехники, Хорхе в 1895 вернулся в Аргентину и возглавил компанию Rio de la Plata Light and Traction Company. C 1897 по 1900 год Ньюбери был инженером-электриком аргентинского военного флота. С 1900 до конца своей жизни занимал пост генерального директора электрического, механического и осветительного оборудования муниципалитета Буэнос-Айреса. Преподавал электротехнику в Национальной промышленной школе (позже переименованной в техническую школу им. Отто Краузе), участвовал в конгрессах Международной электротехнической комиссии.
Познакомившись с бразильским воздухоплавателем Альберто Сантос-Дюмоном, Ньюбери увлёкся авиацией. 25 декабря 1907 года он вместе с Аароном де Анчорена пересёк на воздушном шаре Pampero Рио-де-ла-Плата, приземлившись в уругвайском Кончильясе. В Аргентине, где авиация была в то время слабо развита, их полёт стал популярным событием. В начале 1908 года был создан Аргентинский аэроклуб, где Ньюбери занял место президента. Сооснователями клуба были Аарон де Анчорена и создатель первого аргентинского автомобиля Орасио Анасагасти. 17 октября того же года во время полёта пропали без вести несколько членов аэроклуба, в том числе брат Хорхе Ньюбери Эдуардо. Их тела так и не были обнаружены. Они стали первыми жертвами авиакатастрофы в истории Аргентины. Однако Ньюбери не прекратил занятия авиацией: в последующие годы он совершил ещё несколько полётов на воздушных шарах и аэростатах, установив несколько рекордов скорости и дальности полётов. В 1910 году он получил лицензию пилота самолёта. 10 февраля 1914 он установил рекорд высоты полёта на самолёте, достигнув высоты 6225 метров.
Хорхе Ньюбери погиб 1 марта 1914 года во время полёта на своём моноплане Morane-Saulnier в округе Лас-Эрас провинции Мендоса, не справившись с управлением во время опасного манёвра. Полёт осуществлялся в рамках подготовки к попытке пересечь Анды по воздуху. Похоронен в Буэнос-Айресе на кладбище Ла-Чакарита.
Личность Хорхе Ньюбери была весьма популярна в Аргентине начала XX века, и его гибель вызвала широкий резонанс в обществе. Его именем названы улицы в разных городах Аргентины, в том числе в столице, несколько учебных заведений и футбольных клубов. Имя Хорхе Ньюбери носит также международный аэропорт в Буэнос-Айресе. О жизни Хорхе Ньюбери снят фильм художественный фильм «По ту сторону солнца» (исп. Más allá del sol) с Херманом Краусом в главной роли.

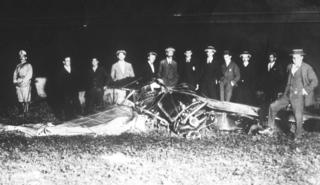
Обломки самолёта Хорхе Ньюбери после аварии 1 марта 1914 года
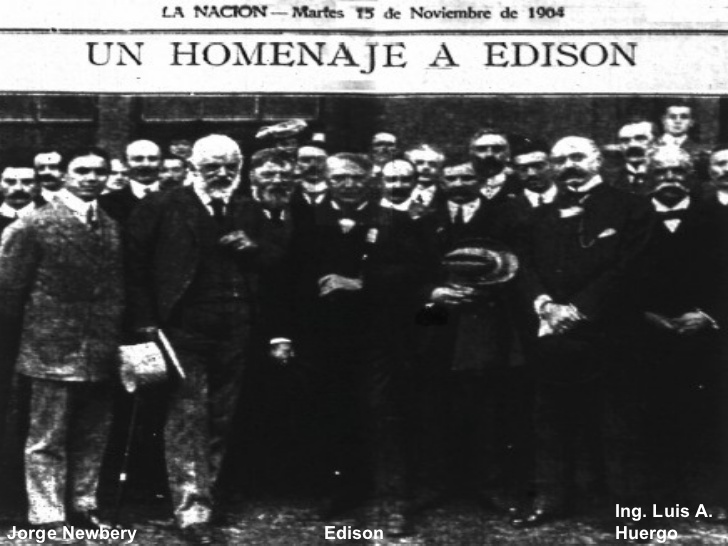
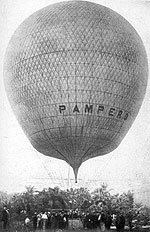
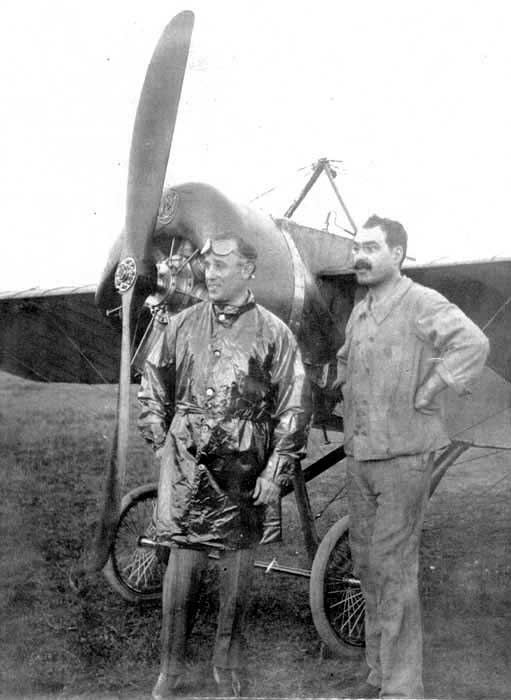